# Брухтій Володимир Петрович
Володимир Петрович Брухтій (нар. 11 червня 1945, Баку, Азербайджанська РСР — пом. 15 липня 2004, Баку, Азербайджан) — радянський футболіст та азербайджанський тренер, виступав на позиції захисника. Майстер спорту.

## Кар'єра гравця
Вихованець клубу «Нефтовик» (Баку). У 1963 році розпочав футбольну кар'єру в головній команді Азербайджану, яка спочатку мала назву «Нефтовик», а згодом була перейменована в «Нефтчі». Провів в її складі 258 матчів і забив 2 м'ячі. У сезоні 1966 року став бронзовим призером чемпіонату, а наступного року потрапив у список 33 найкращих футболістів сезону. У 1972 році завершив кар'єру гравця.

## Кар'єра тренера
По завершенні кар'єри гравця розпочав тренерську діяльність. Спочатку тренував юнацькі азербайджанські команди. Потім виїхав до України, де з липня 1992 по липень 1993 року тренував полтавську «Ворсклу», а до серпня 1994 року тренував криворізький «Кривбас». З липня й до кінця 1995 року тренував «Сіріус» (Кривий Ріг).  В останні роки життя викладав в Азербайджанській державній академії фізкультури й спорту.
19 липня 2004 року помер у Баку. Похований на Сабунчинському кладовищі.

## Досягнення

### Як гравця
- Вища ліга чемпіонату СРСР
  -  Бронзовий призер (1): 1966

### Індивідуальні
- У списку 33 найкращих футболістів сезону: № 3 (1967)

### Відзнаки
- Майстер спорту СРСР

## Сім'я
У Володимира Брухтія залишилося двоє дітей (Евеліна й Олександр) і одна внучка. Евеліна Брухтій померла 9 березня 2015 року. Внучка Алієва Фатіма актриса Російського Драматичного театру імені Самеда Вургуна.